# Shameless (US-amerikanische Fernsehserie)
Shameless (englisch für „schamlos“, „unverschämt“), im deutschsprachigen Raum auch als Shameless – Nicht ganz nüchtern bekannt, ist eine US-amerikanische Fernsehserie, die zwischen 2011 und 2021 auf dem Pay-TV-Sender Showtime ausgestrahlt wurde. In den Hauptrollen sind William H. Macy und Emmy Rossum zu sehen.
Bei dem von John Wells und Paul Abbott produzierten Dramedy-Format handelt es sich um eine Adaption der gleichnamigen britischen Dramaserie. Im deutschen Sprachraum strahlt der Pay-TV-Sender FOX die Serie seit 2012 aus. Im Januar 2020 wurde die Serie um eine finale elfte Staffel verlängert.

## Handlung
Die Dramedy-Serie Shameless behandelt das Alltagsleben der dysfunktionalen Familie Gallagher aus Chicago. Sie gehört der urbanen Unterschicht an und bewohnt ein bescheidenes Einfamilienhaus in der South Side, einem sozialen Brennpunkt der US-Metropole.
Oberhaupt der Familie ist der arbeits- und verantwortungslose Alkoholiker Frank, der von seiner bipolaren Ehefrau verlassen wurde. Er zeigt sehr wenig Interesse an seinen sechs Kindern, und anstatt sich um den gemeinsamen Lebensunterhalt zu kümmern, verbringt er den Großteil der Zeit in seiner Lieblingsbar (The Alibi Room). Der Familie fehlt es an einem regelmäßigen Einkommen, da Frank die Sozialhilfe lieber in seinen Alkohol- und Drogenkonsum investiert.
Sich selbst überlassen, versucht seine älteste Tochter Fiona das meist chaotische Familienleben zu organisieren und hat notgedrungen die Mutterrolle für ihre Geschwister übernommen. Der hochintelligente, aber kleinkriminelle Lip lebt lieber in den Tag hinein, als sich um gute Schulnoten zu bemühen. Ian verbirgt seine Homosexualität vor seinem Umfeld und leidet unter seinen versteckten Gefühlen. Debbie ist ein umsorgendes Mädchen, doch auch sie stößt regelmäßig an die Grenzen ihrer Belastbarkeit. Der zehnjährige Carl wiederum kompensiert fehlende Struktur im Leben mit Gewalt, und schließlich gibt es noch Nesthäkchen Liam.
Gemeinsam versuchen die Kinder, trotz ihres unmöglichen Vaters, ihr Leben am Rand der Gesellschaft auf kreative, skandalöse, aber auch warmherzige Weise zu meistern. Dabei erhalten sie Unterstützung durch ihre Nachbarn, Fionas beste Freundin Veronica Fisher und deren Lebensgefährten, den Barkeeper Kevin Ball.

## Figuren

### Francis „Frank“ Gallagher
Frank ist der Vater der sechs Gallagher-Kinder. Er hat keinen Beruf, ist stark alkoholabhängig, konsumiert häufiger auch härtere Drogen und missbraucht Medikamente. Obwohl er sich häufig selbstgerecht als guten Vater und als vorbildlichen Steuerzahler preist, lässt er keine Gelegenheit ungenutzt, den Staat, seine Familie und jeden anderen in seinem Umkreis zu betrügen und zu bestehlen. Dadurch hat er sich nicht nur einen sehr schlechten Ruf in der Nachbarschaft erarbeitet, sondern gerät auch regelmäßig in Konflikte mit dem Staat, der Mafia und mit Gangs. Häufig erhält er dabei widerwillige Hilfe von seinen Kindern, die er entweder in seine Machenschaften mit hineinzieht oder die vermeiden wollen, vom Jugendamt in staatliche Obhut genommen zu werden.
Die meiste Zeit lebt er nicht mit seinen Kindern zusammen, sondern lebt bei Frauen, die er finanziell ausnutzt. So profitiert er beispielsweise davon, dass Sheila Jackson ihr Haus wegen Agoraphobie nicht verlassen kann und so seinen schlechten Ruf nicht kennt. Er spielt seinen Gastgeberinnen zwar Liebe vor, empfindet diese aber nur für seine Frau Monica, die ihn zwei Jahre zuvor verlassen hat.
Für das Leben seiner Kinder interessiert er sich nur wenig, rechnet sich aber deren Erfolge an. Ihre Vernachlässigung erklärt er zum Erziehungsstil, mit dem er das Ziel verfolge, sie zu unabhängigeren Menschen zu machen. Während das Verhältnis der drei älteren Kinder ihm gegenüber von Respektlosigkeit und mitunter sogar Verachtung geprägt ist, unterhält er zumindest zeitweise zu Debbie und Carl eine bessere Beziehung.
In der letzten Episode der Serie verstirbt Frank, nachdem er eine Überdosis Heroin überlebt hat, kurze Zeit später doch noch im Krankenhaus. Kurz vor seinem Tod fällt ein PCR-Test bei ihm positiv aus, was eine COVID-19-Erkrankung andeuten soll.

### Fiona Gallagher
Fiona ist die älteste Tochter und hat gegenüber ihren Geschwistern die Rolle der Mutter übernommen. Da sie sich schon früh um die Familie kümmern musste, hat sie keinen Schulabschluss und ist auf Gelegenheitsjobs angewiesen, um die Familie zu ernähren. Unterstützung erhält sie von ihrer besten Freundin und Nachbarin Veronica, die ihr Geräte leiht und manchmal auf Liam aufpasst.
Auf einer Party lernt sie den charismatischen Steve (Jimmy) kennen, mit dem sie sich auf einen One-Night-Stand und später auf eine Beziehung einlässt. Das Verhältnis der beiden wird dabei häufig von Steves Lügen und den Auswirkungen seiner kriminellen Aktivitäten belastet.
Ihr Verhältnis zu ihren Geschwistern ist sehr gut, allerdings genießt sie ihnen gegenüber nur wenig Autorität: Anweisungen, die ihnen nicht passen, werden – wenn überhaupt – von ihnen nur widerwillig ausgeführt. Insbesondere mit ihrem ältesten Bruder Lip gerät sie bei Fragen um die Familienfinanzierung und um dessen Ausbildung in Auseinandersetzungen. Ihrem Vater wirft sie vor, dass er sie mit der Erziehung der Kinder alleine lässt, und verhält sich ihm gegenüber respektlos, nach besonders schweren Fehltritten seinerseits auch offen feindlich. Dennoch hilft sie ihm häufig bei seinen Problemen, insbesondere auch aus Angst, das Jugendamt könnte ihr ihre Geschwister abnehmen. Von ihrer Mutter Monica ist sie enttäuscht, weil diese sie mit Frank allein gelassen hat.

### Phillip Ronan „Lip“ Gallagher
Phillip, genannt Lip, ist das zweitälteste Kind der Gallaghers. Er ist außergewöhnlich intelligent, gibt Nachhilfe und legt gegen Bezahlung für andere Schüler deren Universitätsaufnahmetest ab. Dennoch verhält auch er sich häufig verantwortungslos: Er trinkt Alkohol, nimmt weiche Drogen und hat ungeschützten Geschlechtsverkehr. Sowohl zur Unterstützung der Familie als auch aus persönlichen Gründen verkauft er Drogen und begeht Diebstähle. Infolgedessen hat er bereits ein kleinkriminelles Vorstrafenregister. Seine Freunde und Familie drängen ihn dazu, seine Schulausbildung zu beenden und an eine Universität zu gehen; er selbst ist von dieser Idee aber nicht begeistert.
In Karen Jackson, der er anfangs Nachhilfe gibt, verliebt er sich und beginnt mit ihr eine offene Beziehung. Da sie sehr promiskuitiv lebt, wird ihm von ihr mehrmals das Herz gebrochen, und er kommt mit Mandy Milkovich zusammen. Diese unterstützt ihn hinsichtlich seiner Zukunft zwar besser, geht dabei aber sehr skrupellos vor. Aus diesem Grunde trennt er sich später von ihr.
Im weiteren Verlauf besucht er das College und pendelt dabei zeitweise zwischen seinem Wohnheimzimmer und dem Zimmer zu Hause.
Das Verhältnis zwischen Lip und seinen Geschwistern ist meistens gut. Fiona gewährt ihm viele Freiheiten, daher gerät er nur mit ihr aneinander, wenn es um seine Zukunftsplanung geht oder wenn sie ihre Interessen über die der Familie stellt. Dass sein Bruder Ian homosexuell ist, findet er als Erster heraus. Zunächst hat er dafür wenig Verständnis, akzeptiert diese Tatsache aber schnell und unterstützt seinen Bruder.

### Ian Clayton Gallagher
Ian ist das drittälteste Kind der Familie. Er hat das Ziel, Offizier der US-Streitkräfte zu werden, und ist Mitglied des Junior Reserve Officers' Training Corps (JROTC). Zu Beginn der ersten Staffel outet er sich gegenüber Lip als homosexuell und hat eine Affäre mit dem Kioskbesitzer, für den er nach der Schule arbeitet. Anders als sein Vater und sein älterer Bruder versucht er, sich mit Straftaten zurückzuhalten, um seine militärische Karriere nicht zu gefährden. Obwohl er zu Lip ein gutes Verhältnis hat, gerät er häufiger mit ihm in Streit. Lip ist der Meinung, dass Ian nicht zum Militär gehen sollte, da er dort nur unnötig sein Leben riskiert, während Ian Lips Beziehung zu Karen missbilligt.
Zu Mandy Milkovich entwickelt er eine gute Freundschaft. Sie ist nach Lip die zweite Person, der er von seiner Homosexualität erzählt. Mit ihrem Bruder Mickey beginnt er später eine sexuelle Beziehung, die sich zu einer Liebesbeziehung entwickelt. Überschattet wird diese von der Tatsache, dass Mickey seine sexuelle Neigung vorerst vor anderen und insbesondere vor seinem homophoben Vater verheimlicht.
Seit der vierten Staffel leidet Ian an einer bipolaren Störung, kann die Krankheit jedoch mit Medikamenten behandeln und absolviert eine Ausbildung als Rettungssanitäter. Später engagiert er sich in der LGBT-Bewegung.
Im Zuge eines Gentests wird ermittelt, dass Frank nicht Ians leiblicher Vater, sondern sein Onkel ist.

### Deborah Jean „Debbie“ Gallagher
Debbie ist das vierte Kind und die jüngste Tochter. Sie leidet sehr darunter, dass sie in ihrer körperlichen Entwicklung gegenüber Gleichaltrigen zurückliegt. Sie versucht, die Familie nach Möglichkeit finanziell zu unterstützen, und bietet dafür unter anderem während des Sommers eine Tagesbetreuung für Kleinkinder an. Sie ist zunächst minderjährig, wird im Verlauf der Serie erwachsen und hat eine Tochter namens Franny, die sie allein groß zieht.
Debbie ist die gute Seele in der Familie und liebt ihren Vater zunächst trotz seiner Eskapaden.

### Carl Francis Hashish Gallagher
Carl ist das fünfte Kind und nach Lip und Ian, mit denen er sich ein Zimmer teilt, der dritte Sohn. In seiner Freizeit zerstört er Spielzeugsoldaten und quält herrenlose Tiere. Wegen seiner Gewalttätigkeit hat er auch schulische Probleme. Obwohl seine psychopathischen Tendenzen mit der Zeit abzunehmen scheinen, findet er auch später noch Gefallen am grundlosen Töten von Tieren. Er wird oft für Franks Pläne benutzt, um zum Beispiel an Geld oder Alkohol zu kommen.

### Liam Fergus Beircheart Gallagher
Liam ist das jüngste der sechs Kinder. Er wird vor allem von seinen beiden Schwestern aufgezogen und versorgt. Da er erst zwei Jahre alt ist, hat sein Charakter sich noch nicht weit entwickelt; er beginnt erst, sich zu artikulieren. Kontakt zu seinem Vater hat er insbesondere, wenn dieser ihn für einen Betrug benötigt. Da er als einziges der Kinder dunkelhäutig ist, wird zunächst angenommen, er sei nicht Franks leiblicher Sohn.
Durch einen Trick von Frank landet Liam vorübergehend in einer Privatschule für bessergestellte Kinder. Im Laufe dieser Zeit zeigt sich, dass Liam einen aufrechten Charakter hat und mit Franks Machenschaften nicht mitzieht und dennoch immer wieder darunter leidet. Er boykottiert z. B. einen Einbruch Franks in die Villa eines Klassenkameraden, der Liam öfter einlädt.
Als Frank sich durch die Elternschaft der Privatschule schläft, um nebenher kleinere Gaunereien abzuziehen, steckt er seine Sexualpartner mit mehreren Geschlechtskrankheiten an, woraufhin Liam von der Schule geworfen wird.

### Mickey Milkovich
Er wird in der ersten Staffel Ians Freund, bleibt aber bei seiner Meinung, dieser sei nur ein „Fick“. In der dritten Staffel wird er von seinem schwulenfeindlichen Vater zusammengeschlagen, da er beide erwischt, während sie Sex haben. Daraufhin holt sein Vater die russische Prostituierte Svetlana, diese soll aus ihm die „Schwuchtel rausficken“. Sie müssen heiraten und bekommen ein Baby, Yevgeny. In der vierten Staffel hat er sein Coming-out, und Ian und er werden offiziell ein Paar. In der fünften Staffel trennen sie sich in der letzten Folge, weil Ian denkt, Mickey liebe ihn wegen seiner bipolaren Störung nicht mehr.
In der 6. Staffel hat Mickey erneut ein Comeback, jedoch sieht man ihn nur im Gefängnis, als Ian von Svetlana „gezwungen“ wird, ihn zu besuchen.
Am Ende der 7. Staffel kommt Mickey erneut zu Ian zurück, indem er ihn anonym anruft und zu sich bringen lässt. Er ist derweil auf der Flucht und möchte, dass Ian mit ihm nach Mexiko kommt. Ian entscheidet sich zunächst dagegen, dann dafür, aber lässt Mickey kurz vor der Grenze doch zurück. Mickey überquert ohne Ian die Grenze nach Mexiko.
Staffel 8 ist die einzige Staffel ohne Mickey.
In der 9. Staffel wird Ian verhaftet und kommt ins Gefängnis. Als er dort ankommt, betritt Mickey die Zelle. Er schaffte es durch Verrat des Kartells, sich aussuchen zu dürfen, wo er eingesperrt wird. Ab dann sind Ian und Mickey wieder offiziell ein Paar. Während eines Missverständnisses wollen Mickey & Ian heiraten, als Ian jedoch zurückweicht, weil er sich noch nicht bereit fühlt, machen die beiden Schluss. Da keiner der beiden ohne den anderen leben kann, versuchen sie sich gegenseitig eifersüchtig zu machen und kämpfen umeinander, bis sie schließlich im Staffelfinale der zehnten Staffel heiraten.

## Produktion
Ursprünglich plante der US-Sender HBO eine US-Version der britischen Serie Shameless. Die Rechte für das Projekt wurden im Januar 2009 an den Sender überschrieben. Im Oktober 2009 wechselte das Projekt jedoch zum Kabelsender Showtime. Eine Pilotfolge wurde im Dezember 2009 von John Wells Productions gedreht. Der Erfinder der britischen Originalserie, Paul Abbott, fungiert in der US-Version als Ausführender Produzent. Im April 2010 bestellte der Kabelsender eine Staffel, bestehend aus zwölf Episoden. Mitte September begann die Produktion der ersten Staffel. Nach dem Staffelfinale von Dexter am 12. Dezember 2010 war eine kleine Vorschau der Pilotfolge zu sehen. Die normale Ausstrahlung begann schließlich am 9. Januar 2011.
Weitere Staffeln wurden jeweils bereits während oder kurz nach Ausstrahlung der vorhergehenden Staffel bestellt. Die Produktion der elften und finalen Staffel begann am 8. September 2020. Ihre Ausstrahlung erfolgte ab dem 6. Dezember 2020.[veraltet]

## Besetzung und Synchronisation
Die deutsche Synchronisation fertigte die Synchronfirma Cinephon Synchron in Berlin an unter der Dialogregie von Harald Wolff und Hilke Flickenschildt, die zusammen mit Ulrike Lau das Dialogbuch schrieben.

### Hauptfiguren

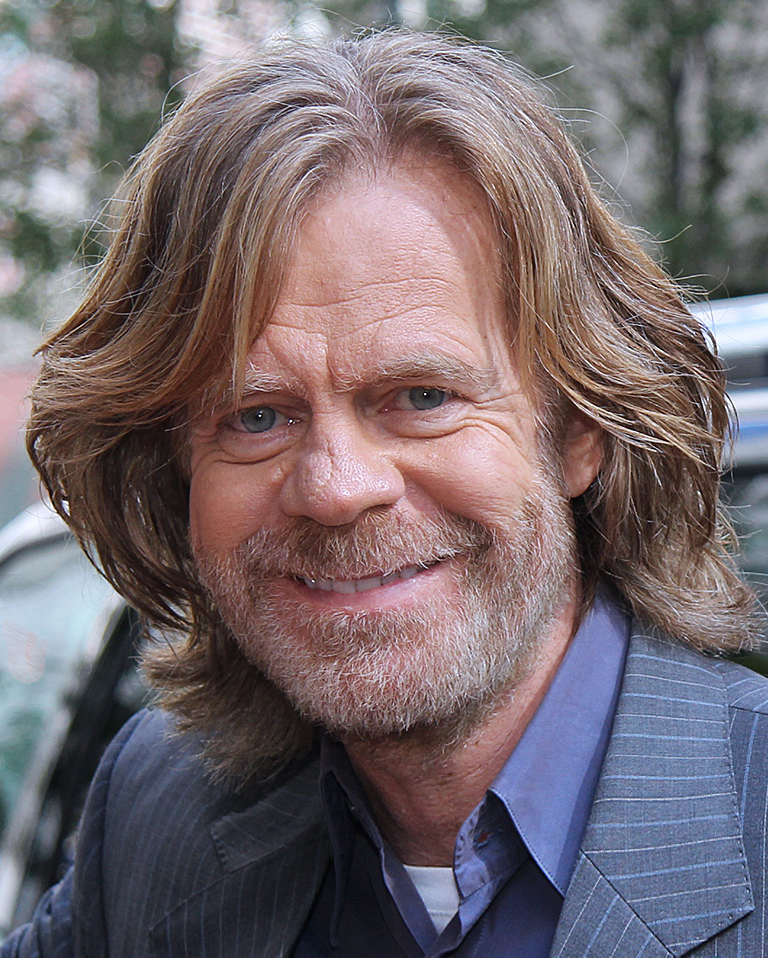
William H. Macy spielte Frank Gallagher
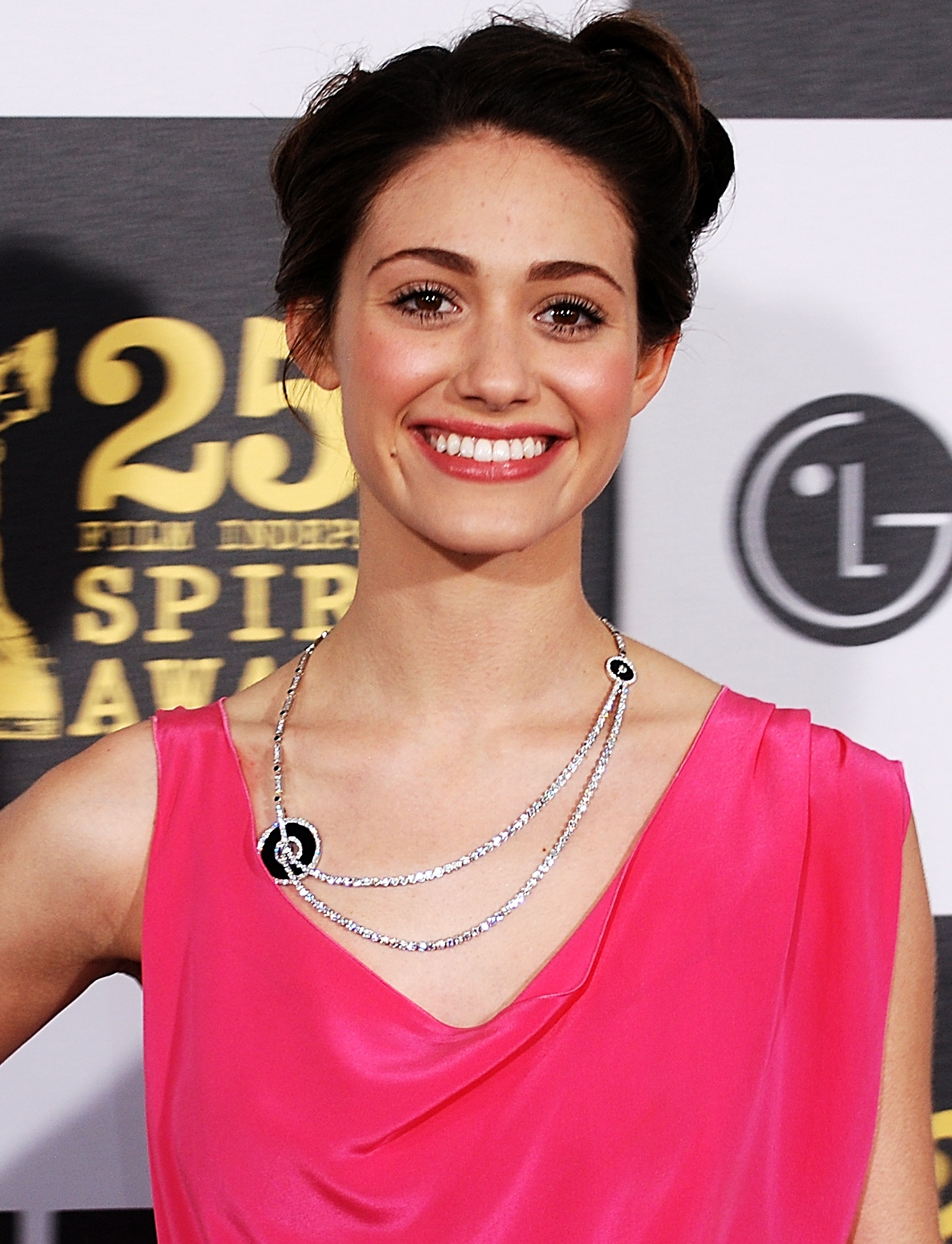
Emmy Rossum spielte Fiona Gallagher
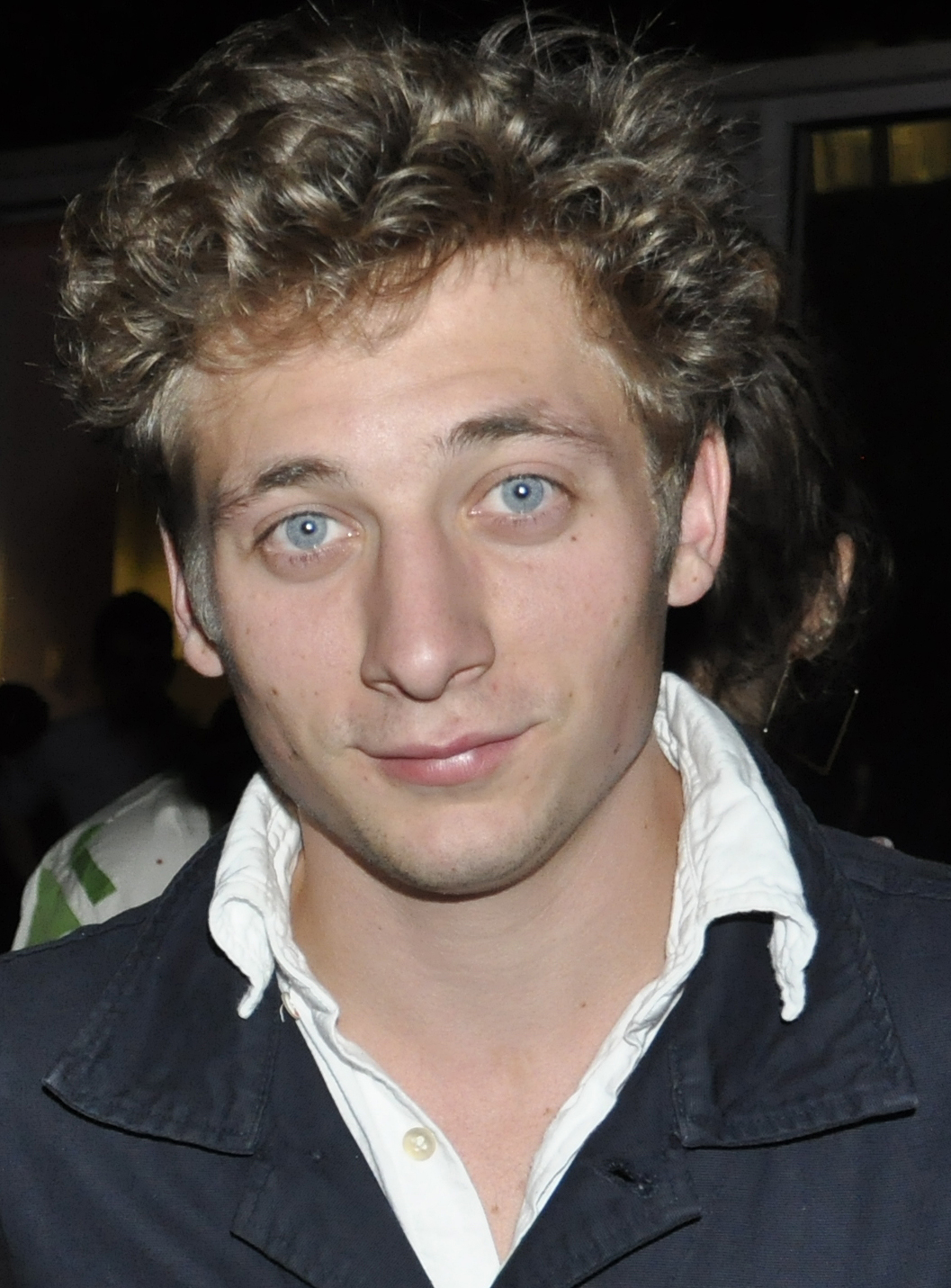
Jeremy Allen White spielte Phillip 'Lip' Gallagher
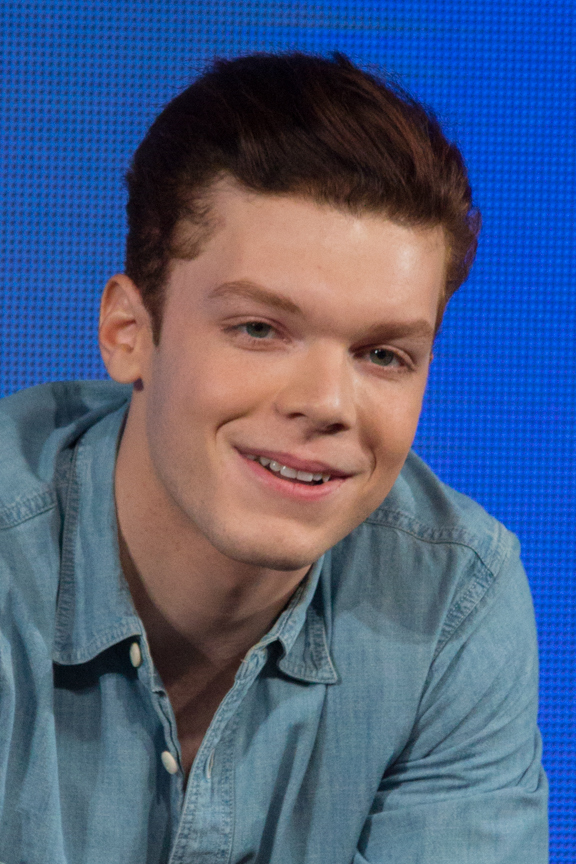
Cameron Monaghan spielte Ian Gallagher
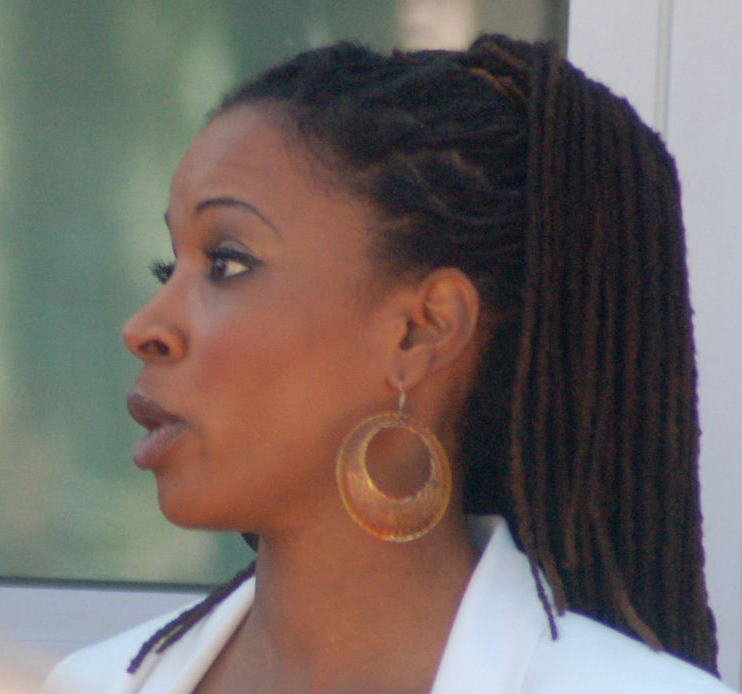
Shanola Hampton spielte Veronica Fisher
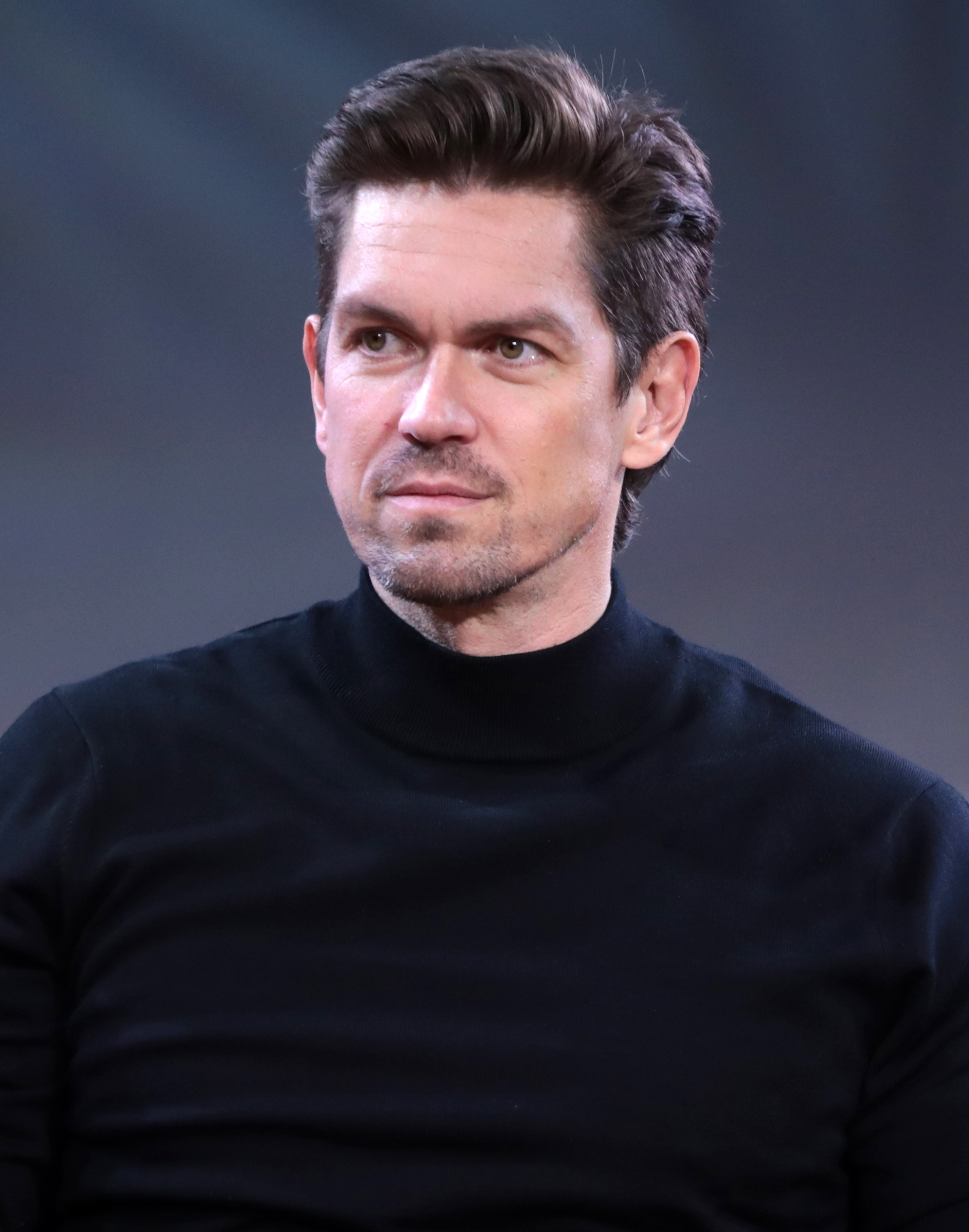
Steve Howey spielte Kevin Ball
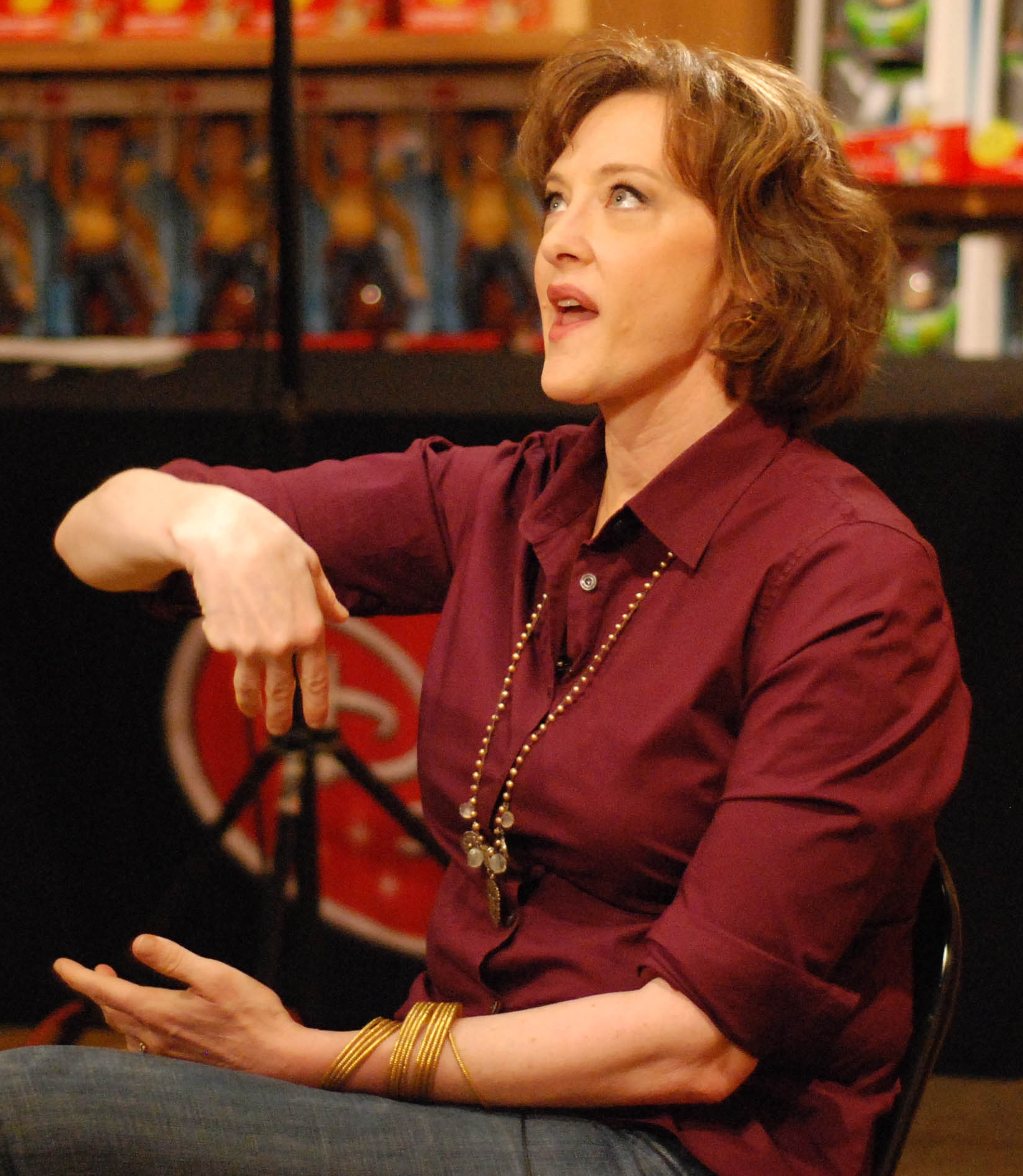
Joan Cusack spielte Sheila Jackson
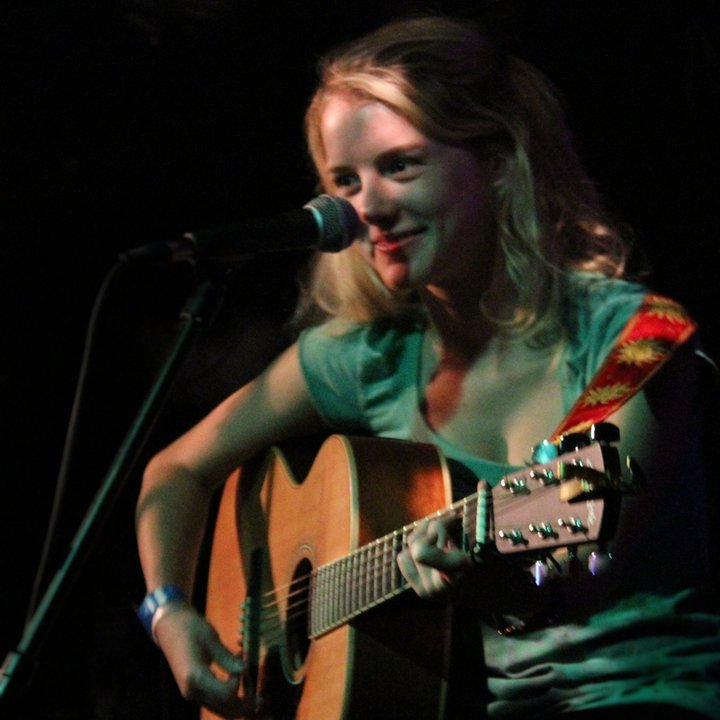
Laura Slade Wiggins spielte Karen Jackson
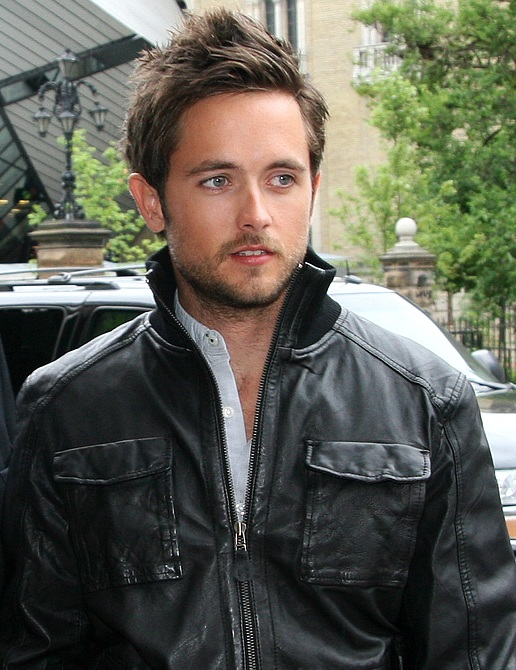
Justin Chatwin spielte Jimmy Lishman / Steve Wilton
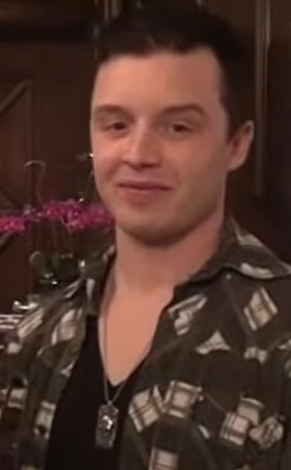
Noel Fisher spielte Mickey Milkovich

| Rollenname                       | Schauspieler/in                                | Hauptrolle                             | Nebenrolle                | Gastrolle  | Synchronsprecher/in                                                                 |
| -------------------------------- | ---------------------------------------------- | -------------------------------------- | ------------------------- | ---------- | ----------------------------------------------------------------------------------- |
| Francis „Frank“ Gallagher †      | William H. Macy                                | 1.01–11.12                             |                           |            | Joachim Tennstedt                                                                   |
| Fiona Gallagher                  | Emmy Rossum                                    | 1.01–9.14                              |                           |            | Kaya Marie Möller                                                                   |
| Phillip Ronan „Lip“ Gallagher    | Jeremy Allen White                             | 1.01–11.12                             |                           |            | Patrick Roche                                                                       |
| Ian Gallagher                    | Cameron Monaghan                               | 1.01–3.12 4.05–9.06, 9.14, 10.02–11.12 |                           |            | Christian Zeiger                                                                    |
| Deborah „Debbie“ Gallagher       | Emma Kenney                                    | 1.01–11.12                             |                           |            | Vivien Gilbert                                                                      |
| Carl Gallagher                   | Ethan Cutkosky                                 | 1.01–11.12                             |                           |            | Julian Kohler (Staffel 1–2) Fabian Fröhling (Staffel 3–4) Philip Süß (ab Staffel 5) |
| Veronica „V“ Fisher              | Shanola Hampton                                | 1.01–11.12                             |                           |            | Vera Teltz                                                                          |
| Kevin „Kev“ Ball                 | Steve Howey                                    | 1.01–11.12                             |                           |            | Dennis Schmidt-Foß                                                                  |
| Liam Fergus Beircheart Gallagher | Brennan Kane Johnson & Blake Alexander Johnson |                                        | 1.01–2.06                 |            | Vicco Clarén                                                                        |
| Liam Fergus Beircheart Gallagher | Brenden Sims & Brandon Sims                    |                                        | 2.07–7.12                 |            | Vicco Clarén                                                                        |
| Liam Fergus Beircheart Gallagher | Christian Isaiah                               | 9.01–11.12                             | 8.01–8.12                 |            | Vicco Clarén                                                                        |
| Mickey Milkovich                 | Noel Fisher                                    | 3.02–5.12 10.01–11.12                  | 1.03, 1.06–2.08 7.10–7.11 | 6.01, 9.06 | Nico Sablik                                                                         |
| Sheila Jackson                   | Joan Cusack                                    | 1.01–5.03                              |                           |            | Sabine Arnhold                                                                      |
| Karen Jackson                    | Laura Slade Wiggins                            | 1.02–2.12                              | 1.01, 3.07–3.12           |            | Luisa Wietzorek                                                                     |
| Jimmy Lishman/Steve Wilton/Jack  | Justin Chatwin                                 | 1.01–3.11                              | 5.05–5.07                 | 4.12       | Tim Knauer                                                                          |
| Amanda „Mandy“ Milkovich         | Jane Levy                                      |                                        | 1.03–1.10                 |            | Julia Meynen                                                                        |
| Amanda „Mandy“ Milkovich         | Emma Greenwell                                 | 3.01–4.12                              | 2.01–2.12 5.02–5.03       | 6.09       | Julia Meynen                                                                        |
| Jody Silverman                   | Zach McGowan                                   | 3.01–3.12                              | 2.01–2.12                 |            | Martin Kautz                                                                        |
| Mike Pratt                       | Jake McDorman                                  | 4.01–4.06                              | 3.09–3.12                 |            | Ricardo Richter                                                                     |
| Samantha „Sammi“ Slott           | Emily Bergl                                    | 5.01–5.12                              | 4.03–4.12                 |            | Claudia Gáldy                                                                       |
| Svetlana Yevgenivna              | Isidora Goreshter                              | 7.01–8.12                              | 3.06–6.12                 |            | Ute Noack                                                                           |
| Ford                             | Richard Flood                                  | 9.01–9.07, 9.09                        | 8.07–8.12                 |            | Till Endemann                                                                       |
| Tami Tamietti                    | Kate Miner                                     | 10.01–11.12                            | 9.01, 9.07–9.14           |            | Berenice Weichert                                                                   |

### Nebenfiguren
| Rollenname                 | Schauspieler/in        | Auftritte                                                          | Synchronsprecher/in        |
| -------------------------- | ---------------------- | ------------------------------------------------------------------ | -------------------------- |
| Kash                       | Pej Vahdat             | 1.01–2.01                                                          | Karlo Hackenberger         |
| Tony Markovich             | Tyler Jacob Moore      | 1.01–2.12, 3.08 4.01, 6.05                                         | Peter Lontzek              |
| Eddie Jackson †            | Joel Murray            | 1.01–1.12                                                          | Detlef Bierstedt           |
| Linda                      | Marguerite Moreau      | 1.01–2.02                                                          | Victoria Sturm             |
| Carol Fisher               | Vanessa Bell Calloway  | 1.04–11.10                                                         | Martina Treger             |
| Terry Milkovich            | Dennis Cockrum         | 1.07, 2.05, 3.03 3.06, 3.11, 4.11, 9.04, 9.05, 10.08, 10.11– 11.08 | Gerald Paradies            |
| Tommy                      | Michael Patrick McGill | 1.03–11.12                                                         | Werner Böhnke              |
| Kermit                     | Jim Hoffmaster         | 1.07–11.12                                                         | Hans Hohlbein              |
| Professor Hearst           | Dennis Boutsikaris     | 1.06, 1.08 2.01, 2.03                                              | Uwe Büschken               |
| Ethel                      | Madison Davenport      | 1.08–2.06                                                          | Marie Christin Morgenstern |
| Monica Gallagher           | Chloe Webb             | 1.09–1.10 2.08–2.12 5.11–5.12 7.09–7.12                            | Arianne Borbach            |
| Peg Gallagher              | Louise Fletcher        | 1.11 2.06–2.08                                                     | Isabella Grothe            |
| Jasmine Hollander          | Amy Smart              | 1.11–2.02 2.04, 2.07–2.08                                          | Kristina von Weltzien      |
| Stan                       | Jack Carter            | 2.01–2.03, 2.07 4.01                                               | Andreas Mannkopff          |
| Estefania                  | Stephanie Fantauzzi    | 2.06–3.11                                                          | Carla Bessa                |
| Lloyd Lishman / Ned        | Harry Hamlin           | 2.11–3.01 3.03–3.05 3.12, 4.05                                     | Andreas W. Schmidt         |
| Amanda                     | Nichole Bloom          | 4.01–5.12 6.05–6.06                                                | Anita Hopt                 |
| Matt Baker                 | James Allen McCune     | 4.01–5.03                                                          | René Dawn-Claude           |
| Robbie Pratt               | Nick Gehlfuss          | 4.03–4.10                                                          | Leonhard Mahlich           |
| Chuckie Slott              | Kellen Michael         | 4.03–6.10                                                          | Jonas Schmidt-Foß          |
| Angela                     | Dichen Lachman         | 4.12–5.07                                                          | Dana Friedrich             |
| Sean Pierce                | Dermot Mulroney        | 5.01–6.12, 8.04                                                    | Marcus Off                 |
| Gus Pfender                | Steve Kazee            | 5.01–5.12 6.03, 6.06, 6.09                                         | Florian Hoffmann           |
| Derek Delgado              | Luca Oriel             | 5.04–6.01                                                          | Sebastian Kluckert         |
| Derek Delgado              | Damien Diaz            | 8.05, 8.12                                                         | Sebastian Kluckert         |
| Bianca Samson              | Bojana Novaković       | 5.08–5.12                                                          | Susanne Geier              |
| Joaquin                    | José Julián            | 5.09–5.10, 6.01, 6.03, 6.06, 7.05                                  | Dirk Petrick               |
| Helene Runyon              | Sasha Alexander        | 5.09–6.06, 7.10                                                    | Marion Elskis              |
| Professor Clyde Youens     | Alan Rosenberg         | 6.01–8.09                                                          | K. Dieter Klebsch          |
| Yanis                      | Will Sasso             | 6.01–6.04                                                          | Lutz Schnell               |
| Nick                       | Victor Onuigbo         | 6.01–6.06                                                          | Nick Forsberg              |
| Dominique Winslow          | Jaylen Barron          | 6.02–7.06                                                          | Melinda Rachfahl           |
| Sgt. Luthor Winslow        | Peter Macon            | 6.03–7.06                                                          | Matthias Rimpler           |
| Caleb                      | Jeff Pierre            | 6.04–7.02                                                          | Michael Ernst              |
| Queenie                    | Sherilyn Fenn          | 6.06–6.12                                                          | Heide Domanowski           |
| Frances „Franny“ Gallagher | Paris Newton           | 6.10–11.12                                                         |                            |
| Chad                       | Tate Ellington         | 7.01–7.11                                                          | Bastian Sierich            |
| Sierra                     | Ruby Modine            | 7.02–8.12                                                          | Mia Diekow                 |
| Margo                      | Sharon Lawrence        | 7.02–9.10                                                          | Sabine Falkenberg          |
| Yvon                       | Pasha D. Lychnikoff    | 7.03–7.07                                                          | Waléra Kanischtscheff      |
| Trevor                     | Elliot Fletcher        | 7.04–8.12                                                          | Jeremias Koschorz          |
| Etta                       | June Squibb            | 7.05–7.11                                                          | Eva-Maria Werth            |
| Charlie                    | Chet Hanks             | 7.07–8.12                                                          |                            |
| Bradley „Brad“             | Scott Michael Campbell | 7.11–11.12                                                         | Bernhard Völger            |
| Nessa                      | Jessica Szohr          | 8.01–9.05                                                          |                            |
| Geneva                     | Juliette Angelo        | 8.02–10.12                                                         |                            |
| Kassidi                    | Sammi Hanratty         | 8.07–9.01                                                          | Amelie Plaas-Link          |
| Mo White                   | Dan Lauria             | 9.02–9.04                                                          |                            |
| Kelly Keefe                | Jess Gabor             | 9.05–10.07                                                         | Olivia Büschken            |
| Ingrid Jones               | Katey Sagal            | 9.05–9.11                                                          | Traudel Haas               |
| Randy Jones                | Andy Buckley           | 9.06–10.05                                                         |                            |
| Jen Wagner                 | Courteney Cox          | 9.06                                                               | Andrea Aust                |
| Cory Tamietti              | Maddie McCormick       | 9.09–9.12                                                          |                            |
| Mikey O‘Shea               | Luis Guzmán            | 9.10–10.04                                                         | Michael Iwannek            |
| Lori                       | Sarah Colonna          | 9.10–10.08                                                         |                            |
| Anne Gonzalez              | Chelsea Rendon         | 10.02–10.06                                                        |                            |
| Paula Bitterman            | Rachel Dratch          | 10.05–10.08                                                        |                            |
| Faye Donahue               | Elizabeth Rodriguez    | 10.07–10.11                                                        | Iris Artajo                |
| Sandy Milkovic             | Elise Eberle           | 10.07–11.08                                                        |                            |
| Claudia Nicolo             | Constance Zimmer       | 10.07–10.11                                                        |                            |
| Polizeiseargant Rucker     | William O’Leary        | 10.09–11.01                                                        |                            |
| Julia Nicolo               | Alison Jaye            | 10.09–10.12                                                        |                            |
| Jean-Luc, der Gärtner      | Mike Starr             | 10.11                                                              | Reinhard Scheunemann       |
| Arthur Tipping             | Joshua Malina          | 11.02–11.12                                                        |                            |
| Leesie Janes               | Toks Olagundoye        | 11.03–11.05                                                        |                            |
| Tish                       | Chelsea Alden          | 11.06–11.11                                                        |                            |
| Heidi Cronch               | Shakira Barrera        | 11.11–11.12                                                        |                            |

## Ausstrahlung
In den USA ist die Serie jeweils sonntags auf dem Sender Showtime zu sehen. In Deutschland, Österreich und der Schweiz strahlte der Pay-TV-Sender FOX die Serie ab 2012 aus. Die Serie wurde 2015 und 2016 auch auf dem deutschen Free-TV-Sender Kabel eins gezeigt. In Österreich wurden die ersten drei Staffeln 2013 und 2014 auf ORF eins ausgestrahlt.
Sämtliche Staffeln sind auf DVD und zum Teil auf Blu-ray erschienen.

## Besonderheiten und Kuriositäten
- Ursprünglich wurde die Rolle der Sheila Jackson in der Pilotfolge von Allison Janney verkörpert. Da diese jedoch auch eine Rolle in Mr. Sunshine innehatte, wurde nach der Serienbestellung die Rolle mit Joan Cusack besetzt.
- William H. Macy, der Frank Gallagher darstellt, spielte in einer Folge in der ersten Staffel auch dessen Bruder Jerry.
- Während der Dreharbeiten zur vierten Staffel war Shanola Hampton schwanger. Ihre Schwangerschaft wurde auf ihre Rolle Veronica übertragen.
- Jeweils zu Beginn einer Folge durchbricht ein Protagonist die Vierte Wand und stellt eine Vermutung auf, warum der Zuschauer die vorherige Folge verpasst haben könnte.

## Musik
Der Titelsong für Shameless ist The Luck You Got von der Indie-Rockgruppe The High Strung. Der Großteil der in der Serie eingebundenen Musik stammt von Indie-Rock-Bands. Die Pilotfolge verwendete Musik von Künstlern wie Cream, Spoon, Say Hi, 3OH!3 mit Ke$ha, The Vines, The Moog und LMFAO. Die Show zeigte auch Musik von Let’s Wrestle, Eels, The Blue Van, Cake, Jimmy Eat World, Alien Crime Syndicate und Freeplay Music wie auch Musik von The High Strung, Soho3, Say Hi, The Record Company, Witchrider und The High Planes Drifters. Capital Cities war mit ihrem Song Who's That Dude Pt. 1 in der Show zu hören, ebenso wie Johnny Foreigner mit Absolute Balance und Bosshouse Music mit Chicago Blues. Die Songs Vireo's Eye (Episode 3) und Inch of Dust (Episode 7) der Synthpop-Band Future Islands wurden auch in der ersten Staffel eingesetzt. Die letzte Episode der ersten Staffel enthielt zwei Songs von The Diner.

## Rezeption

### Einschaltquoten
Die erste Episode wurde in den USA von 982.000 Zuschauern gesehen. Dies war der beste Wert einer Serienpremiere des Senders Showtime seit 2003.

### Bewertungen
Laut Rotten Tomatoes erhielt die Serie im Durchschnitt Bewertungen von über 80 %. Internetnutzer der Website bewerteten die Serie im Durchschnitt genauso.

### Kritik
„Shameless ist exzellentes, fesselndes (compelling) Fernsehen vom ersten Moment an. Solange die Serie auf den Spuren des Originals bleibt, wird es unentbehrliche Unterhaltung bleiben.“

„Shameless erzählt von der Mitte der Skala, von der Bewegung des Lebens – ohne großes Drama.“